# Zdeněk Bár
Zdeněk Bár (19. ledna 1904 Štramberk – 17. července 1980 Ostrava) byl český (moravský) spisovatel (básník a prozaik) a regionální kulturní pracovník.

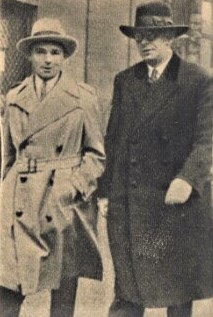
Přátelé spisovatelé A. C. Nor a Zdeněk Bár (Praha, 1929)

## Život

### Mládí a studia
Narodil se v rodině řídícího učitele Josefa Bára (1872–1959) a jeho manželky Karly (1872–1960). Byl mladší ze dvou synů. Po maturitě na reálném gymnáziu v Příboře studoval na Univerzitě Karlově v Praze. Začal studovat práva, ale pokračoval na filozofické fakultě, kde studoval němčinu, francouzštinu a češtinu. Na studium, které ukončil úspěšně roku 1927, navázal zkouškami učitelské způsobilosti v roce 1929.
V roce 1926 získal z Fondu Julia Zeyera ČAVU stipendium 400 Kč, což mu umožnilo vycestovat do Francie.

### Pedagog
V průběhu studií začal vyučovat na reformním reálném gymnáziu v Praze. V letech 1927–1936 byl pedagogem na reálném gymnáziu v Hlučíně, v letech 1936–1946 na stejném typu školy v Ostravě. V období 1946–1949 byl lektorem češtiny na univerzitě v Grenoblu.

### Vězeň a úředník
V roce 1948 se Zdeněk Bár vrátil na prázdniny z Grenoblu do vlasti, ale již nebyl znovu ministerstvem nově jmenován lektorem. V říjnu 1949 byl zatčen a odsouzen na patnáct let vězení. Podmínečně byl propuštěn v prosinci 1957.
Po propuštění z vězení pracoval jako úředník, rehabilitován byl v roce 1967. V letech 1967–1974 byl ředitelem hlučínského kulturního domu.

### Rodinný život
Zdeněk Bár byl ženat, jeho žena Blanka byla středoškolská profesorka a redaktorka Moravsko-slezského deníku. Manželé Bárovi měli dceru Blanku (1933–1983). Zdeněk Bár je pohřben na hřbitově ve Štramberku, spolu s dcerou a rodiči.

## Dílo
Zdeněk Bár byl členem Moravského kola spisovatelů.
Psal lyriku, od poloviny 30. let 20. století se věnoval i románům, zejména ze slezského prostředí. Vydával periodické přehledy literatury Ostravska, v monografiích se věnoval Petru Bezručovi a Vojtěchu Martínkovi. Psal divadelní kritiky, přispíval do řady deníků a časopisů.

### Knižní vydání
- Chléb a víno (Pardubice, Vlastimil Vokolek, 1926)
- Zrcadlo modrých stínů (druhá knížka lyriky; v Hranicích, Josef Hladký, 1928)
- Melodie (verše; Vyškov na Moravě, F. Obzina, 1929)
- Hořký dech (básně 1931; Hrabyně, Iskra, 1931)
- Srdce a domov (verše; v Praze, Rudolf Rejman, 1932)
- Jaro a dým (Olomouc, Čeněk Beran, 1935)* Jediný návrat (bibliofilský tisk v úpravě a s kresbami V. Bilovského; v Moravské Ostravě, V. Bilovský, 1937)
- Marnost loučení (bibliofilský tisk k Vánocům 1937; V Moravské Ostravě, A. Perout 1937)
- O Petru Bezručovi (lidový výklad; v Opavě, Zemská hasičská jednota slezská 1937, Moravská Ostrava, Svět 1945)
- Ztracený domov (prózy z černého kraje; Moravská Ostrava, edice Iskra, 1938, 1939)
- Hvězdy nad domovem (román; v Moravské Ostravě, Josef Lukasík, 1940, 1941)
- Sen ve stínu (básně; v Brně, Moravské kolo spisovatelů, 1940)
- Mrtví mluví (román ztracených let; Moravská Ostrava, Praha, Josef Lukasík, 1941)
- Než zahoukla siréna (románová kronika; Olomouc, R. Promberger, 1941)
- Píseň pod Beskydami (v Moravské Ostravě, Josef Lukasík, 1941)
- Krev a pluh (v Praze, Českomoravský Kompas, 1942)
- Ďábel z hor (románová balada z goralských krajin; V Olomouci, R. Promberger 1943, Praha, Bohumil V. Hladký 1944)
- Jednoho pozdního večera (román; v Moravské Ostravě–Praze, Josef Lukasík, 1943)
- Hornická pohádka (ilustroval V. Wünsche; Moravská Ostrava–Praha, Josef Lukasík, 1945)
- Ztracená píseň (Moravská Ostrava–Praha, Josef Lukasík, 1945)
- Ztracený domov (prózy z černého kraje; ilustroval Jan Obšil; Opava, Iskra, 1945)
- Mstitelé (román domova i zahraničí; Olomouc, R. Promberger, 1948)
- Vojtěch Martínek, člověk a dílo; Opava, Slezský studijní ústav, 1948)
- Mimo domov (Opava, Sdružení umělců slezských v Opavě, 1968)
- Linie roků (výběr veršů z minulých i nedávných let k 70. narozeninám autora; Ostrava, Moravská lyrika, 1975)
- Návraty (Výbor z díla; Ostrava, Profil, 1980)
- Dopisy do ulice du Bac (korespondence Zdeňka Bára Borisi Čelovskému (1949); Ostrava, Sfinga, 1992)